# Новый Ушарбай
Но́вый Ушарба́й (бур. Шэнэ Ушарбай) — село в Могойтуйском районе Агинского Бурятского округа в Забайкальском крае России. 
Входит в состав сельского поселения Ушарбай.

## География
Село расположено на реке Могойтуй в 12 километрах от села Ушарбай, на юге примыкает к территории посёлка городского типа Могойтуй.
Климат
Характеризуется как резко континентальный с умеренно жарким летом и продолжительной морозной малоснежной зимой. Средняя температура воздуха самого холодного месяца (января) составляет −22 — −26 °C; самого тёплого месяца (июля) — 18-20 °C. Также наблюдаются большие перепады сезонных и суточных температур, недостаточная увлажненность, большая сухость воздуха и значительное число солнечных дней в году. Вегетационный период 150 дней и более.

## История
Основано в 2018 году.
Создание села обусловлено образованием жилой зоны на территории полевого стана бывшего колхоза «Коммунизм», расположенного в 12-ти километрах от существующего села Ушарбай.

В 2018 году Законом Забайкальского края от 15 ноября 2018 года N 1646-ЗЗК «О создании населенных пунктов на территории Могойтуйского района Забайкальского края» на территории сельского поселения «Ушарбай» образованы следующие сельские населенные пункты:
1) сельский населенный пункт с отнесением его к категории села с предполагаемым наименованием — Новый Ушарбай;

2) сельский населенный пункт с отнесением его к категории хутора с предполагаемым наименованием — Западный Ушарбай.
Распоряжением Правительства России от 15 июня 2019 г. № 1303-р присвоено наименование вновь образованным населенном пункта — селу Новый Ушарбай и хутору Западный Ушарбай.

## Население
| 2021 |
| ---- |
| 0    |

## Инфраструктура
Личное подсобное хозяйство.

## Транспорт
Доступно по просёлочным дорогам.